# Anthyllis cytisoides
La albaida (Anthyllis cytisoides)  es una especie de planta suarbustiva del género Anthyllis en la familia Fabaceae.

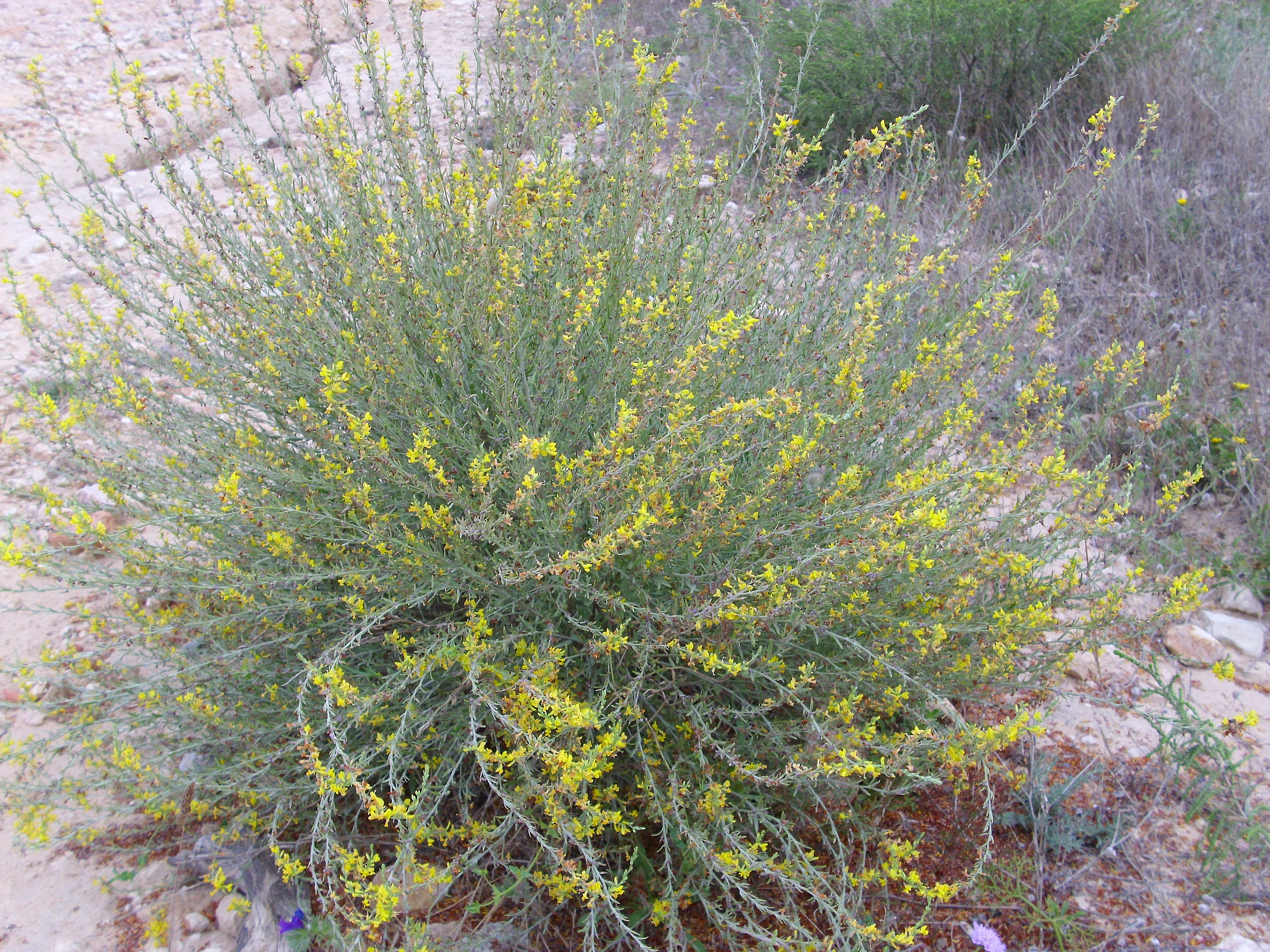
Vista general

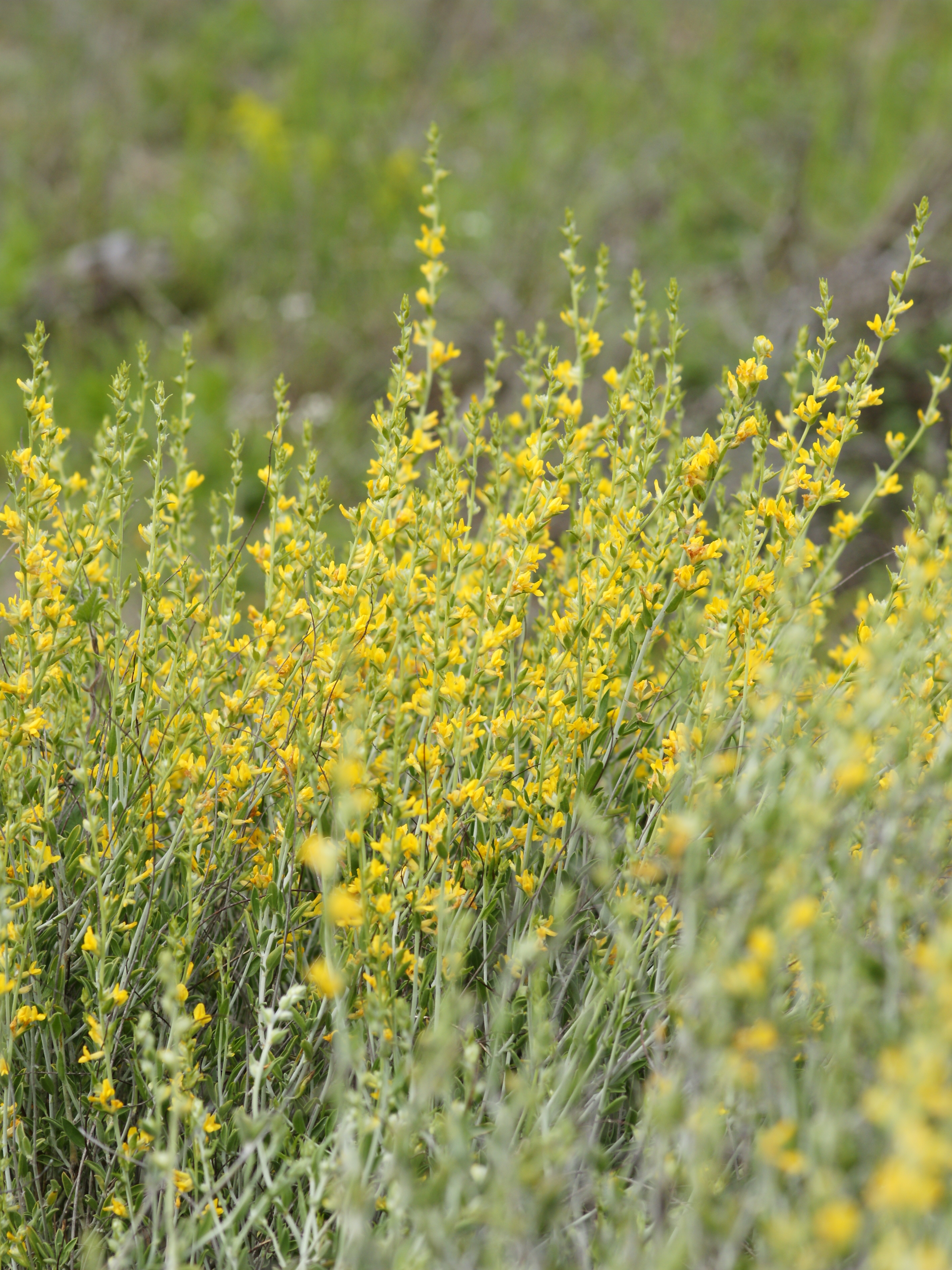
En su hábitat

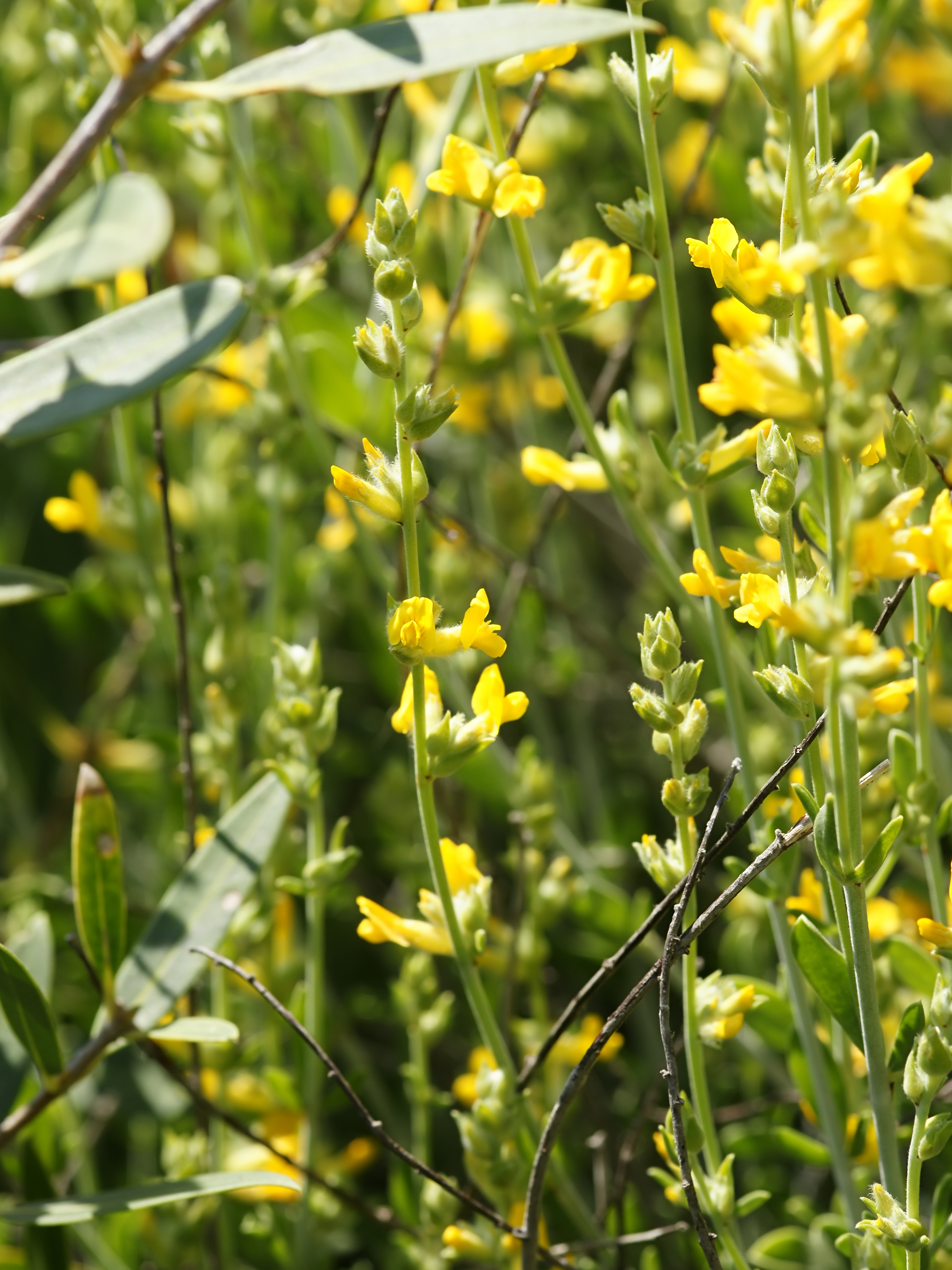
Inflorescencias

## Descripción
Es un subarbusto que puede medir hasta 90 cm de alto, con numerosas ramas de un tono grisáceo. Las flores aparecen agrupadas a lo largo de las ramas y son de color amarillo pálido. El cáliz cubierto de pelo. Las hojas son trifoliadas. La legumbre es ovalada y puntiaguda con una sola semilla

## Hábitat
Vive sobre suelos secos, calizos. Se adapta muy bien a la sequía, pero no tolera las heladas intensas, de ahí que no se aleje de la costa. En garrigas y vertientes secas, penetrando al interior por el este y el sur de la península ibérica.

## Distribución
En las costas mediterráneas de la península ibérica desde Cataluña hasta Cádiz, penetrando ligeramente hacia el interior en enclaves térmicos, Baleares, también en el norte de África. También fue introducida por los Españoles en los andes centrales de América del sur. En Perú es un arbusto importante donde se han compuesto canciones. 

## Propiedades
Está indicado para el asma y los resfriados, pero hay que tomar precauciones por su toxicidad.
Otros usos: En Murcia se ha usado como leña. Las ramas finas, lisas y flexibles, para hacer los marcos usados en la cría del gusano de la seda. Ocasionalmente como escobas.

## Taxonomía
Anthyllis cytisoides fue descrita por Carlos Linneo y publicado en Species Plantarum, vol.  2, p. 720, 1753.
Etimología
- Anthyllis: vocablo prestado del latín anthyllís, -īdis, derivado del griego άνθυλλίς, florecilla, diminutivo de ανθος, flor. El género fue establecido por August Bachmann y validado por Carlos Linneo para plantas que nada tienen que ver con las dichas; aunque ya Rembert Dodoens y Matthias de L'Obel incluían entre sus Anthyllis plantas de las que hoy llamamos así.[3]
- cytisoides: epíteto latíno que significa parecido al género Cytisus.

Sinónimos
- Zenopogon   cytisoides   (L.) Link, 1831[4]

## Nombre vernáculo
- Castellano: albada (2), albaida (17), albaida castellana, albaida negra, albaira, albayda, algaida (2), algaido, arbaida, arbaria, argaida, blanquilla (5), boja, boja blanca (4), botja blanca, cañamillo (2), iboja blanca, jabonera, mata blanca (5), matillas blancas, monte blanco (6), monteblanco (las cifras entre paréntesis indican la frecuencia del uso del vocablo en España).[5]